# Groupe de NGC 5084
Le groupe de NGC 5084 comprend au moins cinq galaxies situées dans la constellation de la Vierge. La distance moyenne entre ce groupe et la Voie lactée est d'environ 32,2 Mpc (∼105 millions d'al). 

## Distance des galaxies du groupe
Les distances de Hubble des galaxies du groupe semblent confirmer qu'elles forment un groupe. Mais, ce n'est pas le cas des mesures indépendantes du décalage, en particulier pour la galaxie NGC 5134 de même que pour NGC 5084.  

## Membres
Le tableau ci-dessous liste les cinq galaxies du groupe indiquées dans l'article de A.M. Garcia paru en 1993.
| Nom        | Class.   | Type           | α (J2000.0)   | δ (J2000.0)  | Vitesse radiale (km/s) | m            | Distance Hubble(Mpc) | Diamètre (kal) | Distance indépendante(Mpc) |
| ---------- | -------- | -------------- | ------------- | ------------ | ---------------------- | ------------ | -------------------- | -------------- | -------------------------- |
| NGC 5084   | S0       | Lenticulaire   | 13h 20m 16.9s | -21° 49′ 39″ | 1721 ± 3               | 10,5         | 29,9 ± 2,1           | 922            | 41,4 ± 38,8                |
| NGC 5087   | SA0?     | Lenticulaire   | 13h 20m 24.9s | -20° 36′ 40″ | 1858 ± 11              | 11,4         | 32,0 ± 2,3           | 175            | 26,2 ± 5,6                 |
| NGC 5134   | SA(s)b?  | Spirale        | 13h 25m 18.5s | -21° 08′ 03″ | 1758 ± 2               | 11,3         | 30,4 ± 2,2           | 45             | 9,33 ± 5,90                |
| ESO 576-40 | SBd? pec | Spirale barrée | 13h 20m 43.7s | -22° 03′ 04″ | 2087 ± 2               | 12,26        | 35,3 ± 2,5           | 63             | 21,7 ± 4.2                 |
| ESO 576-50 | SB(rs)cd | Spirale barrée | 13h 24m 41.8s | -19° 41′ 45″ | 1964 ± 4               | 11,38 ± 0,09 | 33,5 ± 2,4           | 104            | 20,3 ± 6,5                 |

Le site DeepskyLog permet de trouver aisément les constellations des galaxies mentionnées dans ce tableau ou si elles ne s'y trouvent pas, l'outil du site constellation permet de le faire à l'aide des coordonnées de la galaxie. Sauf indication contraire, les données proviennent du site NASA/IPAC.